# Rebecca Schaeffer
Rebecca Lucile Schaeffer (6/11/1967 - 18/7/1989) là một người mẫu và diễn viên người Mỹ. Schaeffer bắt đầu sự nghiệp với tư cách là một người mẫu trẻ trước khi chuyển sang diễn xuất. Năm 1986, cô vào vai Patricia "Patti" Russell trong bộ phim sitcom của CBS My Sister Sam. Sau khi bộ phim bị hủy bỏ vào năm 1988, Schaeffer đã xuất hiện trong một số bộ phim, bao gồm cả hài kịch đen Các cảnh từ Cuộc đấu tranh giai cấp ở Beverly Hills, được phát hành sáu tuần trước khi cô qua đời.

## Giai đoạn đầu đời và sự nghiệp
Schaeffer là người con duy nhất trong một gia đình Do Thái ở Eugene, Oregon. Mẹ cô là Danna (nhũ danh của Wilner), một nhà văn và người hướng dẫn tại Đại học Cộng đồng Portland, và cha cô là Tiến Sĩ Benson Schaeffer, một nhà tâm lý học phát triển. Cô lớn lên trong cái nôi của Do Thái giáo ở Portland, nơi cô theo học tại trường trung học Lincoln. Ban đầu cô có nguyện vọng trở thành một rabbi nhưng cô đã bắt đầu làm người mẫu trong thời gian cô học trung học. Ảnh của Schaeffer xuất hiện trong các catalog của cửa hàng bách hóa, chương trình quảng cáo truyền hình và vai phụ trong một bộ phim truyền hình. Vào tháng 8 năm 1984, cha mẹ của Schaeffer đã cho phép cô đến thành phố New York để theo đuổi nghề người mẫu. Trong thời gian ở New York, cô theo học tại trường Professional Children..
Vào cuối năm 1984, Schaeffer đã đảm nhận vai trò của Annie Barnes trong chương trình One Life to Live của ABC, trong một thời gian dài sáu tháng. Trong thời gian này, cô đã cố gắng tiếp tục triển vọng người mẫu của mình. Lúc 5 ft 7 in (1,70 m), cô bị coi là quá lùn cho nghề người mẫu thời trang cao cấp và chật vật tìm việc. Năm 1985, Schaeffer chuyển đến Nhật Bản với hy vọng tìm được nhiều công việc người mẫu hơn, nhưng vẫn gặp khó khăn do chiều cao của cô. Cô trở lại thành phố New York và quyết định tập trung vào sự nghiệp diễn xuất.
Cuộc đời và cái chết của Schaeffer đã trở thành chủ đề của tập phim đầu tiên E! Hollywood True Story, ban đầu được phát sóng vào ngày 29 tháng 3 năm 1996. Cái chết của cô và một cái nhìn tổng quan ngắn gọn cũng được nêu bật trong chương trình truyền hình đặc biệt của E! 20vụ giết người kinh hoàng nhất Hollywood và loạt kênh Khám phá điều tra (ID), Thập niên 1980: Thập kỷ chết chóc (Mùa 2 tập 4, "Kẻ giết người bắt chước", phát sóng ngày 6 tháng 11 năm 2017). Trường hợp của cô cũng được bao phủ bởi một tập phim Casefile True Crime Podcast.

## Các phim đã đóng
| Năm       | Phim                                                 | Vai diễn               | Ghi chú                                        | Phát hành |
| --------- | ---------------------------------------------------- | ---------------------- | ---------------------------------------------- | --------- |
| 1985      | Một đời để sống                                      | Annie Barnes           | Không rõ số tập                                |           |
| 1986      | Câu chuyện tuyệt vời                                 | Hoa hậu vương miện     | Tập phim: " Tính toán sai lầm "                | [ 7 ]     |
| 1986-1988 | Sam, chị tôi                                         | Patti Russell          | 44 tập                                         |           |
| 1987      | Ngày radio                                           | Con gái nhà cộng sản   |                                                |           |
| 1988      | Hết giờ                                              | Pam Wallace            | Phim truyền hình                               | [ 8 ]     |
| 1989      | Các cảnh trong cuộc đấu tranh giai cấp ở đồi Beverly | Zandra                 |                                                | [ 8 ]     |
| 1990      | Cái kết của sự ngây thơ                              | Stephanie (18-25 tuổi) | Phát hành sau khi cô qua đời                   | [ 9 ]     |
| 1990      | Hành trình khủng bố: Vụ Achille Lauro                | Cheryl                 | Phim truyền hình; phát hành sau khi cô qua đời | [ 8 ]     |